# Ismail Haniya
Ismail Haniya, Ismail Haniyeh of Ismail Haniyah (Arabisch: إسماعيل هنية, Ismāʿīl Haniyya of إسماعيل عبد السلام أحمد هنية, Ismāʿīl ʿAbd al-Salām Aḥmad Haniyya) (vluchtelingenkamp Al-Shati, Gazastrook, 29 januari 1962 of 1963 – Teheran, 31 juli 2024) was de politieke leider van de Palestijnse organisatie Hamas van 2017 tot aan zijn dood in 2024. Eerder was hij in 2006-2007 de vijfde minister-president van de Palestijnse Autoriteit, en aansluitend tot 2014 de regeringsleider van de autonome Gazastrook.

## Jeugd
Haniya werd geboren in het vluchtelingenkamp Al-Shati, in de Gazastrook. Zijn ouders waren gevlucht uit het gebied van Al-Majdal, in de buurt van waar nu de Israëlische stad Ashkelon ligt, tijdens de Arabisch-Israëlische Oorlog van 1948. Die periode wordt door de Palestijnen omschreven als de Nakba.
In 1987 slaagde hij aan de Islamitische Universiteit van Gaza met de studie Arabische literatuur. Tijdens zijn studie raakte hij betrokken bij Hamas, dat net opgericht was. Toen hij afstudeerde, begon net de eerste intifada. Haniya zat drie keer in de Israëlische gevangenis wegens zijn deelname aan de opstand. In 1992 werd hij weer vrijgelaten, en samen met zo'n 400 andere Hamas-leden naar Marj al-Zahour in Libanon verbannen. Tijdens dit bivak kreeg de organisatie wereldwijde bekendheid.

## Politieke activiteiten
Haniya leidde vanaf 1997 voor enkele jaren het kantoor van de geestelijke leider van Hamas. Na de dood van Ahmad Yassin en nog geen maand later diens opvolger Abdel Aziz al-Rantissi werd Haniya in april 2004 de politiek leider van Hamas. Haniya gold als een relatief gematigd figuur binnen Hamas. Later verhuisde hij naar Qatar, vanwaar hij de politieke tak van Hamas bleef leiden.

### Moordaanslagen op Haniya
In september 2003 raakte Haniya gewond bij een Israëlische poging om hem te liquideren. Zijn been raakte bekneld onder een muur. Dat maakte direct een einde aan zijn carrière als voetballer bij FC al-Shati. Tijdens een Israëlisch nachtelijk bombardement van 28 op 29 juli 2014 in de Gazastrook trof een Israëlische raket zijn huis.

### Verkiezingen en eerste Palestijnse regering
Eind 2005 werd Haniya benoemd tot hoofdkandidaat namens Hamas voor de Palestijnse algemene verkiezingen van 25 januari 2006. Hamas won de verkiezingen met grote meerderheid. Op 16 februari 2006 werd hij genomineerd als kandidaat-premier voor de Palestijnse Autoriteit, en op 21 februari werd hij door president Mahmoud Abbas gevraagd een regering te vormen, waarvan hij premier zou worden. Op 29 maart 2006 werd zijn eerste kabinet door Abbas beëdigd. Kort daarna werden alle internationale contacten met de regering verbroken, door de andere landen.
Na de verkiezingen veranderde het huis van Haniya in al-Shati in een tijdelijk hoofdkwartier voor de nieuwe regering in wording. Met Haniya als premier werd het centrum van de Palestijnse macht verplaatst van de Westelijke Jordaanoever naar de Gazastrook.

### Operatie Zomerregens
Nadat de militaire tak van Hamas de Israëlische sergeant Gilad Shalit had ontvoerd, dreigde de Israëlische regering op 30 juni 2006 Haniya en andere bekende Hamas-politici te vermoorden als Hamas Gilad Shalit niet zou vrijlaten. Verschillende politici, onder wie Haniya, doken daarna onder.

### Palestijnse crisis
Op 15 december 2006 ontkwam minister-president Ismail Haniya aan een moordaanslag in Gaza-Stad, waarbij zijn zoon werd verwond en enkele lijfwachten omkwamen. Haniya kwam net terug van een reis door het Midden-Oosten, om geld te krijgen voor zijn regering, die sinds zijn aantreden werd geboycot, en geen geld meer kreeg. Hamas beschuldigde Fatah ervan dat het de minister probeerde te doden. Dit zorgde voor een grote crisis tussen de beide partijen, en de strijd werd verhevigd toen president Mahmoud Abbas vervroegde verkiezingen aankondigde op 16 december 2006.
Er ontstonden toen verschillende gevechten in de Palestijnse gebieden, waarbij bijna 100 mensen werden gedood en meer dan 300 mensen gewond raakten. In februari 2007 werd er een top georganiseerd in Mekka. Er werd een akkoord gesloten, genaamd het Mekka-akkoord, en er werd afgesproken dat er een regering van nationale eenheid zou worden gevormd.

### Geen erkenning van Israël
In oktober 2006 maakte Haniya een aantal malen duidelijk dat hij de staat Israël weigerde te erkennen. Zijn politieke adviseur was ervan overtuigd dat er een overeenstemming met president Abbas kon worden gemaakt, om nieuwe verkiezingen te voorkomen.

### Tweede Palestijnse regering
Op 17 maart 2007 werd het tweede kabinet-Haniya van de Palestijnse Autoriteit goedgekeurd door het Palestijnse parlement. Er bleven echter hevige spanningen bestaan tussen Fatah en Hamas, ontaardend in dodelijke gevechten. In juni dat jaar veroverden Hamasmilities de Gazastrook, waarop president Abbas de regering naar huis stuurde. Er werd een noodkabinet gevormd. Op 18 maart 2007 benoemde Abbas Salam Fayyad tot nieuwe premier van de PA. Hij kon echter zijn gezag alleen op de Westoever uitoefenen (voor zover Israël dat toeliet), terwijl Gaza bleef worden bestuurd door Hamas. Haniya was de  laatste democratisch verkozen premier van de Palestijnse Autoriteit; na 2006 vonden er in Palestina geen verkiezingen meer plaats.

### Benoeming tot hoofd 'politiek bureau' van Hamas
In juli 2017 werd Haniya bij interne verkiezingen verkozen tot hoofd van het 'politiek bureau' van Hamas, dat de politieke activiteiten van Hamas in Gaza, op de Westoever en in de diaspora controleert. Hij opereerde voornamelijk van buiten Gaza, in Turkije en Qatar.
In juli 2021 werd Haniya unaniem herkozen voor een tweede termijn van vier jaar.

### Arrestatiebevel
Haniya is een van de drie Hamas-leiders waarvoor in mei 2024 door het Internationaal Strafhof een arrestatiebevel werd aangekondigd op verdenking van oorlogsmisdaden.

## Liquidatie van familieleden
Bij een Israëlische luchtaanval op 10 april 2024 in de Gazaoorlog van 2023-2024 werden drie zonen en drie kleinkinderen van Haniya gedood. Een anonieme Israëlische diplomaat beweerde dat alle drie de zonen lid waren van de militaire vleugel Izzadin al-Qassam Brigades. Haniya ontkende dat ze strijders voor die groepering waren. Hij leidde de internationale relaties van Hamas en was tot aan zijn dood een van de belangrijkste gesprekspartners van Egyptische en Qatarese bemiddelaars bij de onderhandelingen over de vrijlating van de Israëlische gijzelaars en een wapenstilstand.

## Dood
Op 31 juli 2024 werd Haniya geliquideerd door middel van een explosie in de Iraanse hoofdstad Teheran, waar de Hamasleider op dat moment verbleef om de inauguratie van de nieuwe Iraanse president Masoud Pezeshkian bij te wonen. Iran beschuldigde Israël van een moordaanslag op Haniyah. Een dag later werd zijn uitvaartceremonie in de hoofdstad bijgewoond door duizenden Iraniërs. Haniya's stoffelijke resten werden daarna overgebracht naar Qatar, waar hij op 2 augustus na een begrafenisplechtigheid werd begraven op een begraafplaats ten noorden van de Qatarese hoofdstad Doha.
Algemeen wordt aangenomen dat Israël achter de liquidatie zat. Israël heeft als beleid dat liquidaties officieel noch worden bevestigd, noch ontkend. Minister Yisrael Katz liet zich kort na het bekend worden van Haniya's dood op het Israëlische televisiekanaal Channel 14 echter ontvallen dat Israël verantwoordelijk was voor de liquidatie van Haniya in Iran.
Op het moment van de liquidatie was Haniya al maanden met Israël in onderhandeling over een staakt-het-vuren in de  Gaza-oorlog van 2023-2024 en de vrijlating van gijzelaars. Een week na de dood van Haniya werd Yahya Sinwar benoemd tot zijn opvolger als algemeen politiek leider van Hamas. Deze werd daarmee ook verantwoordelijk voor verdere onderhandelingen over een staakt-het-vuren, maar ook hij werd half oktober 2024 in het zuiden van de Gazastrook gedood door Israëlische militairen.

## Leven in luxe
In tegenstelling tot de Palestijnse bevolking in Gaza leefden de Hamas leiders in ongekende luxe in Doha, de hoofdstad van Qatar. Alleen al de drie topleiders van Hamas, Ismail Haniyeh, Moussa Abu Marzuk en Khaleed Mashal hebben volgens een rapport van de New York Post een duizelingwekkend fortuin van 11 miljard dollar.  Het vermogen van Haniya alleen al werd geschat op meer dan 4 miljard dollar. Het is niet bekend wat er na zijn dood met zijn vermogen is gebeurd. 